# أندريا فريجيريو
أندريا فريجيريو (بالإسبانية: Andrea Frigerio)‏ هي ممثلة أرجنتينية، ولدت في 30 أغسطس 1961 ببوينس آيرس في الأرجنتين.

## وصلات خارجية
- أندريا فريجيريو على موقع IMDb (الإنجليزية)
- أندريا فريجيريو على موقع قاعدة بيانات الفيلم (الإنجليزية)